# Pět pilířů islámu
Pět pilířů islámu, tvoří základ náboženské praxe každého muslima. Jsou to:
- šaháda – vyznání víry
- salát – 5 povinných modliteb
- zakát – almužna (1xročně)
- saum – půst v měsíci Ramadánu
- hadždž – pouť do Mekky (1x za život)

Pilíře islámu jsou aktivity, které má muslim povinnost konat tělesně.
Šest pilířů víry zahrnuje vše, v co musí muslim věřit, aby byl muslimem.
1) víra v Jediného Boha (Alláha)
2) víra v autentická Písma, která Bůh seslal
3) víra v pravé Posly a Proroky, které Bůh Všemohoucí posílal k různým národům (od Adama až po Muhammeda)
4) víra v anděly
5) víra v Soudný den ( den, kdy budou všichni zúčtováni a budou naprosto spravedlivě odškodněny všechny křivdy a utrpení pozemského světa )
6) víra v Osud ( máme svobodnou vůli se rozhodnout pro cestu dobra nebo zla, ale to, jak se narodíme, kam, s jakými predispozicemi, jaké zkoušky nás v životě potkají, kde a jak zemřeme, nemůžeme zcela ovlivnit)

## Šaháda
Šaháda je základní islámské krédo. Muslimové shrnují své vyznání větou: „Není boha kromě Boha; Mohamed je Posel Boží.“ (arabská výslovnost „Lá illáhu ilá `lláh, Muhammadu `r-rasúlu `lláh“). První část vyznání vyjadřuje přísný islámský monoteismus, druhá část vysvětluje, že právě Mohamed je zprostředkovatelem správného vztahu k jedinému Bohu.
Slovo šaháda znamená „svědectví“. Pokud někdo pronese tuto formuli arabsky s vážným úmyslem před kvalifikovanými svědky, stává se muslimem.
„Věru ti, kdož uvěřili v Boha a posly Jeho, jsou spravedliví a svědky před Pánem svým; jim dostane se odměny a jejich světla. Ti však, kdož znamení Naše za lež prohlašovali, ti budou plamene pekelného obyvateli.“

## Salát
Muslim je zavázán k pěti každodenním kultickým modlitbám, a to v poledne, odpoledne, za soumraku, v noci a za úsvitu. Navíc ještě může praktikovat volné osobní modlitby (dú'á) v libovolném počtu. Před touto modlitbou je povinnost očistit ruce.[zdroj?] Muslim vykonává tyto modlitby směrem k Mekce, forma jejich konání je přesně předepsána. Ve městech s převažujícím muslimským obyvatelstvem zpravidla vyzývá k modlitbám muezzin.
Zvláštní místo mezi modlitbami zaujímá páteční polední modlitba, k níž se místní muslimská obec shromažďuje v mešitě jako k hlavní bohoslužbě.
„Prospívat naopak bude ten, kdo je očištěn a jména Pána vzpomíná a modlitbu koná.“

## Zakát
Muslim je povinen platit určitý podíl z některých komodit, které vlastní nebo získává (podle druhu se jedná o desátek, dvacátek nebo čtyřicátek) na dobročinné účely. Muslimové v oblastech nezasažených masovým turismem vztahují zvláštní almužnu na poutníky, které vnímají jako jakési posly Boží, jimž je dobré a žádoucí almužnou posloužit (případně alespoň pozvat na čaj, kávu či jídlo). V extrémně chudých oblastech – jako jsou muslimské země sahelského pásu – muslimové nejsou přísně vázáni odvádět podíl ze svých již tak minimálních zisků. Poutníka většinou přesto přinejmenším symbolicky pohostí.
„Věřte v Boha a posla Jeho a rozdávejte z toho, v čem učinil vás posledními vlastníky! Těm z vás, kdož uvěřili a almužnu rozdávali, je určena odměna vysoká.“
„Těm, kdož rozdávají almužnu, mužům i ženám, a těm, kdož poskytují Bohu krásnou půjčku, těm bude splacena dvojnásobně a dostane se jim odměny štědré.“

## Saum
V měsíci ramadánu má muslim dodržovat půst od vší stravy, nápojů, pochutin a pohlavního styku vždy od svítání do soumraku.
„Vy, kteří věříte, předepsán vám je půst, tak jako byl již předepsán těm, kdož před vámi byli – snad budete bohabojní!“
„Postním měsícem je měsíc ramadán, v němž Korán byl seslán jako vedení správné pro lidi a jako vysvětlení tohoto vedení i jako spásné rozlišení. Kdo z vás spatří na vlastní oči měsíc, nechť se postí! Ten z vás, kdo je nemocen nebo na cestách, nechť postí se stejný počet dní později; Bůh si přeje vám to usnadnit a nechce na vás obtížné. Dodržujte plně tento počet a chvalte Boha za to, že správně vás vede – snad budete vděční!“

## Hadždž
Muslim, jemuž to zdravotní stav a hospodářská situace dovolují, je povinen se aspoň jednou za život zúčastnit poutě do Mekky.
Průběh poutě má svou tradiční formu, složenou z řady úkonů. Muslim, který pouť nastupuje, si obléká prosté poutnické roucho, které vyjadřuje rovnost všech muslimů před Bohem. Základními prvky poutě jsou sedmeré obejití svatyně Ka'by, sedmerá cesta mezi vrchy Safá a Marwa, odpolední prodlévání na planině Arafát východně od Mekky a závěrečná slavnost Íd al-adhá, který se skládá z modliteb a výměny darů mezi muslimy.
„A vyzývej lidi ke konání pouti, a nechť k tobě přijdou pěšky anebo jsouce na všelikých velbloudech rychlých, přicházejíce ze všech rozsedlin hlubokých,“
„A Bůh uložil lidem pouť k chrámu tomuto pro toho, kdo k němu cestu může vykonat.“